# Campeonato Europeo Femenino Sub-17 de la UEFA 2022
El Campeonato Europeo Femenino Sub-17 de la UEFA 2022 (también conocido como Eurocopa Femenina Sub-17 2022) fue la decimotercera edición del Campeonato Europeo Femenino Sub-17 de la UEFA, el campeonato internacional anual de fútbol juvenil organizado por la UEFA para la selección nacional femenina sub-17. Bosnia y Herzegovina albergó el torneo final con un total de ocho equipos.
Al igual que las ediciones anteriores celebradas en años pares, el torneo actúa como la fase de clasificación de la UEFA para la Copa Mundial Femenina de Fútbol Sub-17 de la FIFA. Los tres mejores equipos del torneo se clasificaron para la Copa Mundial Femenina de Fútbol Sub-17 de 2022 en India como representantes de la UEFA.
Alemania volvió a ser campeón, habiendo ganado el último torneo celebrado en 2019, con las ediciones de 2020 y 2021 canceladas debido a la pandemia de COVID-19 en Europa.

## Selección de anfitrión
El cronograma de la selección del anfitrión fue el siguiente:
- 11 de enero de 2019: se inicia el procedimiento de licitación;
- 28 de febrero de 2019: fecha límite para manifestar interés;
- 27 de marzo de 2019: Anuncio de la UEFA de que se recibió una declaración de interés de 17 federaciones miembro para albergar uno de los torneos finales juveniles de selecciones nacionales de la UEFA (Campeonato Europeo Sub-19, Campeonato Europeo Femenino Sub-19, Campeonato Europeo Sub-17, Campeonato Europeo Femenino Sub-17) en 2021 y 2022 (aunque no se especificó qué federación estaba interesada en qué torneo)
- 28 de junio de 2019: Presentación de expedientes de licitación
- 24 de septiembre de 2019: Selección de las federaciones anfitrionas exitosas por parte del Comité Ejecutivo de la UEFA en su reunión en Ljubljana

Para los torneos finales del Campeonato Europeo Femenino Sub-17 de la UEFA de 2021 y 2022, las Islas Feroe y Bosnia y Herzegovina fueron seleccionadas como anfitrionas respectivamente.

## Clasificación
El Comité Ejecutivo de la UEFA aprobó el 18 de junio de 2020 un nuevo formato de clasificación para el Campeonato Femenino Sub-17 y Sub-19 a partir de 2022. La competición de clasificación se jugará en dos rondas, con equipos divididos en dos ligas, con ascenso y descenso entre ligas después de cada ronda similar a la Liga de las Naciones de la UEFA.
Un total récord de 49 (de 55) naciones de la UEFA participarán en la competición de clasificación, y la anfitriona Bosnia y Herzegovina también compite a pesar de que ya se clasificó automáticamente, y siete equipos se clasificarán para la fase final del torneo al final de la ronda 2 para unirse a la anfitriona. El sorteo de la ronda 1 se llevó a cabo el 11 de marzo de 2021 a las 13:30 CET (UTC+1), en la sede de la UEFA en Nyon, Suiza.

## Equipos clasificados
Los siguientes equipos se clasificaron para el torneo final.
| Equipo               | Método de clasificación | Apariciones | Última aparición | Mejor rendimiento previo                         |
| -------------------- | ----------------------- | ----------- | ---------------- | ------------------------------------------------ |
| Bosnia y Herzegovina | Anfitrión               | 1.º         | —                | Debut                                            |
| Dinamarca            | Ganador Grupo A4        | 4.º         | 2019             | Tercer lugar 2008, 2012                          |
| Países Bajos         | Ganador Grupo A7        | 5.º         | 2019             | Subcampeón 2019                                  |
| Alemania             | Ganador Grupo A5        | 12.º        | 2019             | Campeón 2008, 2009, 2012, 2014, 2016, 2017, 2019 |
| Finlandia            | Ganador Grupo A1        | 2.º         | 2018             | Tercer lugar 2018                                |
| Francia              | Ganador Grupo A6        | 8.º         | 2017             | Subcampeón 2007, 2011, 2012                      |
| Noruega              | Ganador Grupo A3        | 5.º         | 2017             | Semifinal 2009, 2016, 2017                       |
| España               | Ganador Grupo A2        | 11.º        | 2019             | Campeón 2010, 2011, 2015, 2018                   |

## Sedes
| Móstar                 | Sarajevo          | Sarajevo Zenica Široki Brijeg Móstar | Široki Brijeg    | Zenica                         |
| ---------------------- | ----------------- | ------------------------------------ | ---------------- | ------------------------------ |
| Gradski Stadion Mostar | Stadion Grbavica  | Sarajevo Zenica Široki Brijeg Móstar | Stadion Pecara   | FF BH Football Training Centre |
| Capacidad: 9,000       | Capacidad: 13,146 | Sarajevo Zenica Široki Brijeg Móstar | Capacidad: 7,000 | Capacidad: 15,292              |
|                        |                   | Sarajevo Zenica Široki Brijeg Móstar |                  |                                |

## Fase de grupos

### Grupo A
| Equipo               | Pts | PJ | PG | PE | PP | GF | GC | Dif |
| -------------------- | --- | -- | -- | -- | -- | -- | -- | --- |
| Alemania             | 9   | 3  | 3  | 0  | 0  | 6  | 0  | 6   |
| Países Bajos         | 4   | 3  | 1  | 1  | 1  | 9  | 3  | 6   |
| Dinamarca            | 4   | 3  | 1  | 1  | 1  | 7  | 3  | 4   |
| Bosnia y Herzegovina | 0   | 3  | 0  | 0  | 3  | 0  | 16 | -16 |

| 3 de mayo de 2022 | Dinamarca | 0:2 (0:2) | Alemania                  | FF BH Football Training Centre, Zenica, Bosnia y Herzegovina |                      |
| 14:00 (CEST)      |           | Reporte   | - 3' Platner - 10' Stoldt | Árbitra: Réka Molnar                                         | Árbitra: Réka Molnar |

| 3 de mayo de 2022 | Bosnia y Herzegovina | 0:8 (0:4) | Países Bajos                                                                                  | Estadio Grbavica, Sarajevo, Bosnia y Herzegovina |                           |
| 20:00 (CEST)      |                      | Reporte   | - 22', 73', 74' Kroese - 29' Huizenga - 41' (a.g.) Balić - 45+1', 70' Keukelaar - 83' Janssen | Árbitra: Lovisa Johansson                        | Árbitra: Lovisa Johansson |

| 6 de mayo de 2022 | Bosnia y Herzegovina | 0:6 (0:2) | Dinamarca                                                             | FF BH Football Training Centre, Zenica, Bosnia y Herzegovina |                            |
| 14:00 (CEST)      |                      | Reporte   | - 5' Sanvig - 23' La Cour - 55', 72' Ásgeirsdóttir - 62', 63' Aagaard | Árbitra: Michèle Schmölzer                                   | Árbitra: Michèle Schmölzer |

| 6 de mayo de 2022 | Alemania                           | 2:0 (0:0) | Países Bajos | Estadio Grbavica, Sarajevo, Bosnia y Herzegovina |                          |
| 20:00 (CEST)      | - Tolhoek 59' (a.g.) - Platner 83' | Reporte   |              | Árbitra: Teresa Oliveira                         | Árbitra: Teresa Oliveira |

| 9 de mayo de 2022 | Alemania         | 2:0 (0:0) | Bosnia y Herzegovina | Estadio Grbavica, Sarajevo, Bosnia y Herzegovina |                       |
| 14:00 (CEST)      | - Alber 54', 88' | Reporte   |                      | Árbitra: Gamze Durmuş                            | Árbitra: Gamze Durmuş |

| 9 de mayo de 2022 | Países Bajos    | 1:1 (0:1) | Dinamarca     | FF BH Football Training Centre, Zenica, Bosnia y Herzegovina |                           |
| 14:00 (CEST)      | - De Klonia 46' | Reporte   | - 28' Aagaard | Árbitra: Michalina Diakow                                    | Árbitra: Michalina Diakow |

### Grupo B
| Equipo    | Pts | PJ | PG | PE | PP | GF | GC | Dif |
| --------- | --- | -- | -- | -- | -- | -- | -- | --- |
| España    | 9   | 3  | 3  | 0  | 0  | 11 | 0  | 11  |
| Francia   | 6   | 3  | 2  | 0  | 1  | 3  | 3  | 0   |
| Finlandia | 3   | 3  | 1  | 0  | 2  | 2  | 7  | -5  |
| Noruega   | 0   | 3  | 0  | 0  | 3  | 1  | 7  | -6  |

| 3 de mayo de 2022 | Francia                       | 2:0 (1:0) | Finlandia | Estadio Pecara, Široki Brijeg, Bosnia y Herzegovina |                           |
| 17:30 (CEST)      | - Chossenotte 40' - Calba 72' | Reporte   |           | Árbitra: Michalina Diakow                           | Árbitra: Michalina Diakow |

| 3 de mayo de 2022 | Noruega | 0:4 (0:1) | España                                                 | Estadio Gradski Mostar, Móstar, Bosnia y Herzegovina |                            |
| 20:00 (CEST)      |         | Reporte   | - 26' Camacho - 52' López - 62' Martret - 90' Corrales | Árbitra: Michèle Schmölzer                           | Árbitra: Michèle Schmölzer |

| 6 de mayo de 2022 | España                                                   | 4:0 (2:0) | Finlandia | Estadio Pecara, Široki Brijeg, Bosnia y Herzegovina |                           |
| 17:30 (CEST)      | - Pujols 18' - Camacho 23' - Amezaga 76' - Capdevila 87' | Reporte   |           | Árbitra: Lovisa Johansson                           | Árbitra: Lovisa Johansson |

| 6 de mayo de 2022 | Francia      | 1:0 (0:0) | Noruega | Estadio Gradski Mostar, Móstar, Bosnia y Herzegovina |                       |
| 20:00 (CEST)      | - Oillic 61' | Reporte   |         | Árbitra: Gamze Durmuş                                | Árbitra: Gamze Durmuş |

| 9 de mayo de 2022 | España                                     | 3:0 (2:0) | Francia | Estadio Pecara, Široki Brijeg, Bosnia y Herzegovina |                      |
| 20:00 (CEST)      | - Partido 28' - Amezaga 31' - Corrales 69' | Reporte   |         | Árbitra: Réka Molnar                                | Árbitra: Réka Molnar |

| 9 de mayo de 2022 | Finlandia                 | 2:1 (1:0) | Noruega       | Estadio Gradski Mostar, Móstar, Bosnia y Herzegovina |                          |
| 20:00 (CEST)      | - Seiro 20' - Angeria 80' | Reporte   | - 55' Gaupset | Árbitra: Teresa Oliveira                             | Árbitra: Teresa Oliveira |

## Fase final
|  | Semifinales        | Semifinales |                    |       | Final | Final |
|  |                    |             |                    |       |       |       |
|  | 12 de mayo de 2022 |             |                    |       |       |       |
|  |                    |             |                    |       |       |       |
|  | Alemania           | 1           |                    |       |       |       |
|  | Alemania           | 1           | 15 de mayo de 2022 |       |       |       |
|  | Francia            | 0           |                    |       |       |       |
|  | Francia            | 0           | Alemania (p.)      | 2 (3) |       |       |
|  | 12 de mayo de 2022 |             | Alemania (p.)      | 2 (3) |       |       |
|  |                    | España      | 2 (2)              |       |       |       |
|  | España             | España      | 2 (2)              | 3     |       |       |
|  | España             |             |                    | 3     |       |       |
|  | Países Bajos       | 0           |                    |       |       |       |
|  | Países Bajos       | 0           | Tercer puesto      |       |       |       |
|  |                    |             |                    |       |       |       |
|  | 15 de mayo de 2022 |             |                    |       |       |       |
|  |                    |             |                    |       |       |       |
|  | Francia            | 2           |                    |       |       |       |
|  | Francia            | 2           |                    |       |       |       |
|  | Países Bajos       | 0           |                    |       |       |       |

### Semifinales
| 12 de mayo de 2022 | Alemania       | 1:0 (1:0) | Francia | FF BH Football Training Centre, Zenica, Bosnia y Herzegovina |                           |
| 14:00 (CEST)       | - Şehitler 40' | Reporte   |         | Árbitra: Michalina Diakow                                    | Árbitra: Michalina Diakow |

| 12 de mayo de 2022 | España                        | 3:0 (1:0) | Países Bajos | Estadio Grbavica, Sarajevo, Bosnia y Herzegovina |                           |
| 20:00 (CEST)       | - Pou 3', 69' - Enrique 90+6' | Reporte   |              | Árbitra: Lovisa Johansson                        | Árbitra: Lovisa Johansson |

### Tercer puesto
| 15 de mayo de 2022 | Francia                 | 2:0 (2:0) | Países Bajos | FF BH Football Training Centre, Zenica, Bosnia y Herzegovina |                      |
| 14:00 (CEST)       | - Rossi 16' - Calba 34' | Reporte   |              | Árbitra: Réka Molnar                                         | Árbitra: Réka Molnar |

### Final
| 15 de mayo de 2022 | Alemania                             | 2:2 (1:1) (3:2 p.)         | España                                   | Estadio Grbavica, Sarajevo, Bosnia y Herzegovina |                            |
| 20:00 (CEST)       | - Stoldt 15' - Alber 88'             | Reporte                    | - 28' Artero - 63' Camacho               | Árbitra: Michèle Schmölzer                       | Árbitra: Michèle Schmölzer |
|                    |                                      | Tiros desde el punto penal |                                          |                                                  |                            |
|                    | - Veit - Bender - Şehitler - Gloning |                            | - Enrique - Pou - Íñigo - Pujols - López |                                                  |                            |

|                             |
| Bandera de Alemania         |
| Campeón Alemania 8.º título |

## Clasificados aIndia 2022
| Bandera de Alemania | Bandera de España | Bandera de Francia |
| Alemania            | España            | Francia            |
| ------------------- | ----------------- | ------------------ |